# Rosa Castillo Varó
Rosa Castillo Varo (Barbate, España, 12 de diciembre de 1974) es una exfutbolista española. Se desempeñaba como centrocampista y se retiró en 2009 jugando para el Levante UD y completando un palmarés envidiable. Consiguió 3 campeonatos de Liga y 6 Copas de la Reina, además de varias participaciones en la UEFA Women's Cup y 57 partidos oficiales con la selección nacional absoluta.
Tras su retirada como jugadora, pasó a ser entrenadora de la cantera del Levante UD Femenino. Después de dos temporadas fue nombrada coordinadora deportiva y máxima responsable de la sección de fútbol femenino, cargo que ostentó hasta julio de 2023. 

## Clubes
| Club        | País   | Año         |
| ----------- | ------ | ----------- |
| CD Híspalis | España | 1994 - 1998 |
| Levante UD  | España | 1998 - 2009 |

- Datos: Q7367033